# In un giorno di sole
In un giorno di sole è un singolo della cantante italiana Bianca Atzei, il terzo estratto dal suo primo album Bianco e nero, pubblicato il 24 giugno 2015.

## La canzone
Il brano è una riflessione positiva e speranzosa sul tempo e le occasioni perdute e quelle che verranno, dedicata alla migliore amica di Bianca Atzei. È stato scritto dalla stessa Atzei con Francesco Morettini e Luca Angelosanti. 
Riguardo al brano Bianca dichiara: "È una canzone positiva e speranzosa, si lascia alle spalle ogni giorno e tutto il passato, pensa solo a quello che verrà."

## Video musicale
Il video ufficiale del brano è stato pubblicato il 26 giugno 2015.

## Formazione
- Bianca Atzei – voce
- Davide Aru – chitarra elettrica, chitarra acustica
- Ronny Aglietti – basso
- Donald Renda – batteria
- Francesco Morettini – pianoforte, tastiera
- Diego Calvetti – programmazione
- Angela Tomei – violino
- Angela Savi – violino
- Claudia Rizzitelli – violino
- Natalia Kuleshova – violino
- Roberta Malavolti – violino
- Sabrina Giuliani – viola
- Valentina Rebaudengo – viola
- Elisabetta Sciotti – violoncello
- Laura Gorkoff – violoncello

## Classifiche
| Classifica (2015)         | Posizione massima |
| ------------------------- | ----------------- |
| Italia (airplay)          | 40                |
| Italia (airplay italiane) | 19                |